# 德尔特夫雷
德尔特夫雷，是西班牙加泰罗尼亚塔拉戈纳省的一个市镇。总面积104平方公里，总人口10478人（2001年），人口密度101人/平方公里。